# Ω Центавра

Положення у сузір'ї Центавра (ω)